# Rambo (Rambo)
Pour les articles homonymes, voir Rambo.
Rambo est une commune rurale et le chef-lieu du département de Rambo situé dans la province du Yatenga de la région Nord au Burkina Faso.

## Géographie
Rambo se trouve à environ 90 km au sud-est du centre de Ouahigouya, le chef-lieu de la province, et à 30 km au nord de la ville de Bokin. Le village se trouve à une douzaine de kilomètres de la route nationale 15.

## Économie
Commune essentiellement agricole, Rambo est aussi l'un des principaux centres d'échanges marchands du département.

## Santé et éducation
Rambo accueille un centre de santé et de promotion sociale (CSPS) tandis que le centre médical avec antenne chirurgicale (CMA) se trouve à Séguénéga.
Rambo possède plusieurs écoles primaires publiques et le lycée départemental.